# Trenta minuts per morir
Trenta minuts per morir (títol original: Timebomb) és una pel·lícula estatunidenca dirigida per Avi Nesher, estrenada l'any 1991. Ha estat doblada al català.

## Argument
Eddy Kay és un rellotger modèlic que, assetjat per una sèrie de pertorbadores al·lucinacions i imatges retrospectives, s'adona que el seu passat tanca molts secrets, fins i tot per a ell mateix. A mesura que furga en el seu passat, Eddy comprèn que els responsables de les seves estranyes visions volen acabar amb la seva vida costi el que costi, i que ha de fer el que sigui per arribar a conèixer la veritat, encara que li costi la vida. Sense ningú mes a qui acudir, Eddy sol·licita ajuda a una psiquiatra bella i intel·ligent, la Dra. Nolmar. Junts, la doctora i el seu pacient es debatran per resoldre el misteri del passat d'Eddy, abans que el misteri acabi amb ells, i descobriran que ha estat manipulat mentalment pels homes de la CIA que han fet d'ell un assassí implacable.

## Repartiment
- Michael Biehn: Eddy Kay
- Patsy Kensit: Dr. Anna Nolmar
- Tracy Scoggins: Ms. Blue
- Robert Culp: Mr. Phillips
- Richard Jordan: Coronel Taylor
- Raymond St. Jacques: Detectiu Sanchez
- Carlos Palomino: Mr. Green
- Jeannine Riley: Landlady
- David Arnott: Stan